# Michael Jutz
Michael Jutz (* 6. November 1859 in Nenzing; † 23. Mai 1940 ebenda) war ein österreichischer Politiker (CSP) und Landwirt. Der gelernte Ofenbauer Jutz war in den Jahren 1919 und 1920 Mitglied der Konstituierenden Nationalversammlung und von 1920 bis 1923 Abgeordneter zum österreichischen Nationalrat. Zudem war er Mitglied der Gemeindevertretung in seiner Heimatgemeinde Nenzing.

## Leben und Wirken
Michael Jutz wurde am 6. November 1859 als Sohn des Landwirts Gabriel Jutz und dessen Frau Anna Maria (geb. Nesensohn) in der Vorarlberger Walgaugemeinde Nenzing geboren. Nach dem Besuch der Volksschule erlernte Jutz den Beruf des Ofensetzers, wurde später aber wie sein Vater als Landwirt tätig.
Jutz war in seiner Heimatgemeinde Nenzing in der Gemeindevertretung politisch aktiv und wurde schließlich bei der Wahl zur konstituierenden Nationalversammlung am 16. Februar 1919 als Vorarlberger Abgeordneter der Christlichsozialen Partei gewählt. In der konstituierenden Nationalversammlung war Michael Jutz Mitglied im Ausschuss zur Vorberatung der Kammergesetze sowie im Ausschuss für Land- und Forstwirtschaft. Er brachte auch einen Resolutionsantrag ein zu „Verhandlungen mit dem schweizerischen Landesrat und der deutschen Reichsregierung über die Erklärung des Landes Vorarlberg als Zollausschlussgebiet“. In der Folge wurde er auch bei der ersten regulären Nationalratswahl 1920 als Vorarlberger Abgeordneter in den Nationalrat der ersten Gesetzgebungsperiode gewählt. In diesem war er Mitglied in den Ausschüssen für Handel und Gewerbe, Industrie und Bauten sowie Land- und Forstwirtschaft.
Michael Jutz war seit 1894 mit Maria Schallert verheiratet und bekam mit dieser vier gemeinsame Kinder.